# Теопемт и Теона
Свештеномученик Теопемт и Теона су хришћански светитељи.
Када Диоклецијан објави гоњење хришћана, епископ никомидијски Теопемт беше први који пострада за Христа. Он беше изведен пред цара, и цар му запрети смртном казном, ако се не одрече Христа. На ту претњу храбри епископ одговори цару: „Стоји написано: не бојте се оних који убијају тело, а душу не могу убити. Ти, царе, имаш власт кад мојим телом, чини с њим што ти драго“. Би много бијен, глађу мучен и истјазаван на разне начине. Најзад цар дозва неког мађионичара, Теону, да Божјем човеку некако мађијама доскочи. Теона раствори у води најјачи отров и даде Теопемту да испије. Теопемт прекрсти чашу и испи отров. Видев Теона, да његов отров ништа не нашкоди Теопемту, он се окрете к цару и узвикну: „И ја сам хришћанин, и клањам се Распетоме“. Обојица бише на смрт осуђени: Теопемта мачем посекоше, а Теону жива у земљу затрпаше, 298. године. 
Српска православна црква слави их 5. јануара по црквеном, а 18. јануара по грегоријанском календару.